# Città Studi
Città Studi is een van de tientallen quartieri, kwartieren of wijken van de Italiaanse stad Milaan. De wijk heeft geen administratieve status en er bestaan dan ook bevolkingscijfers noch andere statistische gegevens over de wijk. De wijk is een onderdeel van een van de stadszones van Milaan, wat wel een administratieve eenheid is, met sinds 2016 verregaande autonomie in meerdere bestuurlijke domeinen, met name de zone Municipio 3 di Milano, ook aangeduid als Città Studi, Lambrate, Porta Venezia.
De wijk huisvest en dankt zijn naam aan de Politecnico di Milano, de technische universiteit van Milaan met hoofdgebouw gevestigd aan de piazza Leonardo da Vinci en meerdere technische en biomedische faculteiten van de 
Università Statale di Milano. Ook bekende ziekenhuizen en onderzoeksinstituten als het Istituto nazionale per lo Studio e la Cura dei Tumori en het Istituto Nazionale Neurologico Carlo Besta zijn gevestigd in de Città Studi.